# Isfield
Isfield is een civil parish in het bestuurlijke gebied Wealden, in het Engelse graafschap East Sussex met 574 inwoners.